# Kenyapotamus
Kenyapotamus – wymarły rodzaj ssaka z rodziny hipopotamowatych (Hippopotamidae), najstarszy znany wymarły przodek współczesnych hipopotamów.

## Charakterystyka
Żył w Afryce, od 16 do 8 milionów lat temu w późnym miocenie. Rozmiarami był zbliżony do współczesnych hipopotamków karłowatych.

## Systematyka

### Etymologia
- Kenyapotamus: Kenia; rodzaj Hippopotamus Linnaeus, 1758 (hipopotam)[1].
- Palaeopotamus: gr. παλαιος palaios „stary, antyczny”; rodzaj Hippopotamus Linnaeus, 1758 (hipopotam)[2].

### Podział systematyczny
Do rodzaju należały następujące gatunki:
- Kenyapotamus carydoni Pickford, 1983 – szczątki datuje się na 10 do 8 mln lat, a odnalezione zostały w Tunezji[5].
- Kenyapotamus ternani Pickford, 1983 – starszy ewolucyjnie gatunek datowany na 16-14 mln lat. Odkryty w Kenii[6].